# Doirani
Doirani (gr. Δοїράνη) – miejscowość w Grecji, w administracji zdecentralizowanej Macedonia-Tracja, w regionie Macedonia Środkowa, w jednostce regionalnej Kilkis, w gminie Kilkis, nad jeziorem Dojran, przy granicy z Macedonią Północną. W 2011 roku liczyła 83 mieszkańców.